# Mali Vareški
Mali Vareški – wieś w Chorwacji, w żupanii istryjskiej, w gminie Marčana. W 2011 roku liczyła 94 mieszkańców.